# Мокроносов, Адольф Трофимович
Адо́льф Трофи́мович Мокроно́сов (1928—2000) — советский биолог, физиолог растений. Доктор биологических наук (1967), профессор (1968), академик АН СССР (1987; член-корреспондент с 1981 года). Член КПСС с 1963 года.

## Биография
Родился 14 июня 1928 года в селе Леневское Режевского района Уральской области (с 1934 года село — в Свердловской области), в рабочей семье.
Окончил Среднюю общеобразовательную школу № 1, г. Реж, в 1946 г.
Окончил Уральский государственный университет им. А. М. Горького (УрГУ) в 1951 году. Аспирант (1951—1954), ассистент, доцент, профессор (1967—1983), заведующий кафедрой физиологии растений (1963—1983) биологического факультета, проректор (1973—77) УрГУ.
Основатель уральской научной школы физиологии растений. Основные работы по биохимии, физиологии и продуктивности фотосинтеза.
С 1983 года работал в Москве. Заведующий лабораторией (1983), заместитель директора (1984—1988), директор (1988—1997) Института физиологии растений им. К. А. Тимирязева АН СССР.
Профессор (1984—1989), заведующий кафедрой физиологии растений (1985—1994) биологического факультета Московского государственного университета.
29 декабря 1981 года А. Т. Мокроносов был избран членом-корреспондентом АН СССР по Отделению биохимии, биофизики и химии физиологически активных соединений. 23 декабря 1987 года он был избран действительным членом АН СССР (с 1991 года — РАН) по Отделению биохимии, биофизики и химии физиологически активных соединений (физиология растений).
Скончался 25 июня 2000 года. Похоронен на Троекуровском кладбище в Москве.

## Научная деятельность
Область научных интересов: биохимия и экология фотосинтеза, организация и регуляция фотосинтеза в донорно-акцепторных системах целого растения; онтогенетические аспекты фотосинтеза; экологическая физиология фотосинтеза у растений доминантов и эдификаторов в природных экосистемах.
Разработал общую концепцию организации донорно-акцепторных систем целого растения и эндогенной регуляции фотосинтеза в растительном организме. Впервые исследовал онтогенетические изменения фотосинтетического метаболизма. На основе экспедиционных исследований природного разнообразия типов фотосинтетического метаболизма у различных экологических групп растений разработал подходы к прогнозированию изменения растительного покрова при глобальных изменениях климата. Выполнил большой цикл работ по частной физиологии картофеля. Впервые открыл явления подавления клубнеобразования при прерыве ночи светом. Изучил суточную периодичность синтеза аминокислот в корнях картофеля.
Автор более 300 публикаций, в том числе монографий по физиологии и биохимии фотосинтеза. Член редакции, главный редактор (1987—2000) журнала «Физиология растений». Подготовил около 40 кандидатов и 8 докторов наук.

## Научно-организационная деятельность
- Председатель Научного совета РАH по проблемам фотосинтеза и физиологии растений (1986—2000), Научного совета РАH по проблеме физиологии и биохимии растений (1987—2000).
- Вице-президент, президент, почётный президент (1993) Российского общества физиологии растений.
- Член Американского общества физиологии растений (1993).
- Советник РАН (1997—2000).
- Член Межведомственного координационного научного совета по экологическим стрессам растений РАН, РАСХН, МГУ (1999—2000).
- Избран иностранным членом Национальной академии наук Украины (2000).

## Награды и звания
- Орден Почёта (1999) — за большой вклад в развитие отечественной науки, подготовку высококвалифицированных кадров и в связи с 275-летием Российской академии наук[3]
- Орден Дружбы народов (1988)
- Орден «Знак Почёта» (1981)
- Почётное звание «Заслуженный деятель науки РСФСР» (1981)

## Сочинения
- Мезоструктура фотосинтетического аппарата (1980).
- Онтогенетический аспект фотосинтеза (1981).
- Фотосинтетическая функция и целостность растительного организма. М., 1983.
- Фотосинтез: физиологическо-экологический и биохимический аспекты. М., 1992 (в соавт).
- «…Всё, что было дорого и светло» : [автобиография]. Екатеринбург: Изд-во Урал. ун-та, 2003.